# Joaquín Tena Artigas
Joaquín Tena Artigas (n. Madrid 1915 - 2017) es un matemático español.
Ha sido consejero del CSIC, Estadístico facultativo del Instituto Nacional de Estadística, director de la División de Estadísticas Mundiales de Educación, Ciencia, Cultura y Comunicaciones de la UNESCO y director general de Enseñanza Primaria desde 1956 hasta 1968. Ha contribuido sustancialmente a la alfabetización y universalización de la educación primaria en España.

## Formación
Obtuvo la Licenciatura en Ciencias Exactas y, posteriormente, la de Ciencias Políticas y Económicas y el Doctorado en Ciencias Matemáticas, especializándose en Estadística matemática. Amplió sus estudios en París con los profesores Darmois y Frechet, y, en 1945 y 1946, en la Universidad de Columbia (Nueva York) con los profesores Wald y Hotelling. A su regreso de los Estados Unidos y, una vez superadas las correspondientes oposiciones, ejerció la docencia como profesor de Estadística matemática en la Facultad de Ciencias y en la de Ciencias Económicas de la Universidad Complutense de Madrid.

## Vida y carrera profesional
Es el mayor de los seis hijos del matrimonio formado por Joaquín Tena Sicilia y Antonia Artigas Comas nació en Madrid el 30 de abril de 1915. A los doce años quedó huérfano de padre y al cuidado de su madre. Fue también en Madrid donde cursó sus estudios, que fueron interrumpidos por el estallido de la guerra civil española.
Al término de ésta, y tras dedicarse a la enseñanza universitaria, ocupó un cargo de responsabilidad en la UNESCO, con residencia en París, institución en la que España ingresó en 1953 y en cuyas gestiones él tuvo una destacada participación  como secretario general adjunto de la ([Comisión Nacional Española de Cooperación con la UNESCO]), creada ese mismo año.

### Dirección general
En 1956, fue nombrado director general de Enseñanza Primaria por el ministro Jesús Rubio García-Mina, cuya solicitud de colaboración aceptó tan solo después de conocer que este había obtenido por Ley un crédito de 2.500 millones de pesetas exclusivamente destinado a construcciones escolares. Durante 12 años desempeñó el cargo de director general de Enseñanza Primaria, colaborando también con el ministro Manuel Lora-Tamayo y, más tarde, ya no como director general, con Villar Palasí, en la elaboración del Libro Blanco para la Ley General de Educación de 1970.
Durante su mandato al frente de la Dirección General, se elaboró un minucioso censo y un estudio sobre la situación y necesidades escolares de todas las entidades de población de España. Los resultados de este trabajo fueron decisivos no solo para la ejecución de los Planes de construcciones escolares, sino también para rectificar oportunamente los datos sobre los importantes movimientos migratorios de la época, y propiciaron la construcción de 38.000 unidades escolares para más de 1.500.000 alumnos y donde se consideró necesario incluir viviendas para los maestros. Se introdujo la gratuidad de los libros de texto en todas las escuelas públicas y se convocó un concurso nacional para renovar el contenido de los mismos. El nivel de formación de los maestros se elevó hasta el nivel de una diplomatura universitaria, lo cual sentó también las bases para que estos fueran remunerados más equitativamente por su trabajo.
Sus relaciones con la UNESCO y con el Banco Mundial influyeron decisivamente en la inclusión de la Educación en los Planes de Desarrollo Económico y Social que se acometerían a partir de 1962 y permitieron, con más medios económicos, mejorar los servicios. La implantación del transporte escolar propició que se fueran suprimiendo progresivamente las escuelas unitarias mediante concentraciones de este tipo de escuelas; se instaló un nuevo mobiliario escolar, así como un servicio de alimentación que fue considerado modélico en su época.
Asimismo, bajo su dirección se puso en marcha una campaña permanente de alfabetización de adultos, con 5.000 maestros dedicados exclusivamente a esa tarea, que unida a un plan de colaboración con el Ejército en el servicio militar obligatorio hicieron posible la reducción y el arrinconamiento del analfabetismo. Con este fin, y fruto de la cooperación de pedagogos y periodistas, se impulsó también la edición de Alba, un periódico destinado a la población adulta recién alfabetizada que llegó a alcanzar una amplia difusión por todo el territorio nacional. El Centro de Orientación Didáctica, creado a la sazón para complementar la labor orientadora que llevaban a cabo los Inspectores, promovió la redacción de otras revistas y publicaciones, entre otras  “Vida Escolar”, que se distribuía periódicamente a todos los maestros.
En 1964, siendo Ministro Lora Tamayo, se extendió oficialmente la obligatoriedad de la enseñanza hasta los 14 años, aunque en la práctica era un objetivo que ya se había conseguido casi plenamente en la Enseñanza Primaria o Media, entonces aún solapadas.

Todo ello supondrá un incremento del personal docente y de la inspección, ya iniciado en la década anterior con el plan quinquenal de construcciones escolares, y continuado con las previsiones del Primer Plan de Desarrollo, que entró en vigor en enero de 1964.
Para atender las realizaciones en la instrucción pública, el gobierno incrementará el presupuesto del ministerio de Educación, que en 1962 representaba el 9,65% respecto al total del Estado, elevándose hasta el 15% en 1970. Precisamente en 1962 se forma un nuevo gobierno, [...], en el que se asigna la cartera de Educación Nacional a Manuel Lora Tamayo[...], quien mantuvo en su puesto al Director General de Primera Enseñanza, Joaquín Tena Artigas, lo que permitirá la continuidad de las realizaciones en este nivel de enseñanza.
María Teresa López del Castillo en Historia de la inspección de primera enseñanza en España.

### Ámbito Internacional
En el ámbito internacional, Joaquín Tena Artigas fue nombrado por la OCDE Director del Proyecto Regional Mediterráneo sobre Necesidades de la Educación para el Desarrollo Económico y Social de España, un proyecto que también se extendió a Portugal, Italia, Grecia y Turquía. Durante su gestión, D. Joaquín Tena Artigas desempeñó un papel clave en la difusión de las teorías de la rentabilidad de las inversiones en educación, que finalmente fueron aceptadas por el propio Banco Mundial; y, lo que es aún más importante, logró que este organismo integrara la educación en su Informe para la elaboración de los sucesivos Planes de Desarrollo en España, un hecho que fue decisivo para ampliar las partidas presupuestarias destinadas a la educación.
Desde 1950 hasta 1985 participó activamente en todas las Conferencias Generales de la UNESCO y en las de la Oficina Internacional de Educación de Ginebra, donde en 1967 fue elegido Presidente por unanimidad de los países participantes (incluidos Méjico y los países de la órbita soviética con los cuales España no mantenía relaciones diplomáticas).
Como consultor de la UNESCO realizó diversas misiones personales en Siria, Costa Rica y Venezuela; y, en 1968, presidió una misión conjunta del Banco Mundial y de la UNESCO para la concesión de un préstamo a Perú para el desarrollo de un proyecto educativo.

## Reconocimientos y distinciones
Ha recibido la gran cruz de la Orden del Mérito Civil, la gran cruz de la Orden de Alfonso X el Sabio, y es caballero de la Orden de Isabel la Católica y miembro de la Orden de las Palmas Magisteriales del Perú y de Les Palmes Académiques de Francia, entre otras condecoraciones y distinciones españolas y extranjeras.
Ha sido nombrado hijo adoptivo de varias poblaciones, entre otras: Santiago de Compostela, Castuera, Gibraleón o Encinedo de Cabrera.